# Sant'Angelo d'Alife
Sant'Angelo d'Alife là một đô thị ở tỉnh Caserta trong vùng Campania của Ý, có vị trí cách khoảng 60 km về phía bắc của Napoli và khoảng 35 km về phía bắc của Caserta. Tại thời điểm ngày 31 tháng 12 năm 2004, đô thị này có dân số 2.389 người và diện tích là 33,9 km².
Sant'Angelo d'Alife giáp các đô thị: Alife, Baia e Latina, Piedimonte Matese, Pietravairano, Raviscanina, San Gregorio Matese, Valle Agricola.